# Usk Castle
Usk Castle är ett slott i Storbritannien.   Det ligger i kommunen Monmouthshire och riksdelen Wales, i den södra delen av landet, 190 km väster om huvudstaden London. Usk Castle ligger 40 meter över havet.
Terrängen runt Usk Castle är kuperad söderut, men norrut är den platt. Runt Usk Castle är det tätbefolkat, med 356 invånare per kvadratkilometer. Närmaste större samhälle är Newport, 14,6 km sydväst om Usk Castle. Trakten runt Usk Castle består i huvudsak av gräsmarker.